# AMX International AMX
AMX International AMX "Ghibli" là một mẫu máy bay được thiết kế sử dụng vào mục đích tấn công mặt đất ngăn chặn tiếp tế trên chiến trường, hỗ trợ từ trên không và trinh sát. Nó được chế tạo bởi liên doanh AMX International, và được gọi là A-1 trong Không quân Brasil.
AMX có khả năng hoạt động ở tốc độ dưới tốc độ âm thanh và độ cao thấp, sử dụng trong cả ban ngày lẫn đêm, và nếu cần thiết, nó có thể sử dụng được ở cả các căn cứ có cơ sở tồi tàn hay đường bằng bị hư hại. Nó được thiết kế để giảm thiểu sự phát nhiệt và bề mặt được cải tiến giảm sự phản xạ sóng radar nhằm ngăn chặn khả năng bị phát hiện. AMX được trang bị hệ thống EMC, tên lửa không đối không và pháo đặt ở mũi máy bay nhằm tăng khả năng tự vệ.

## Phát triển

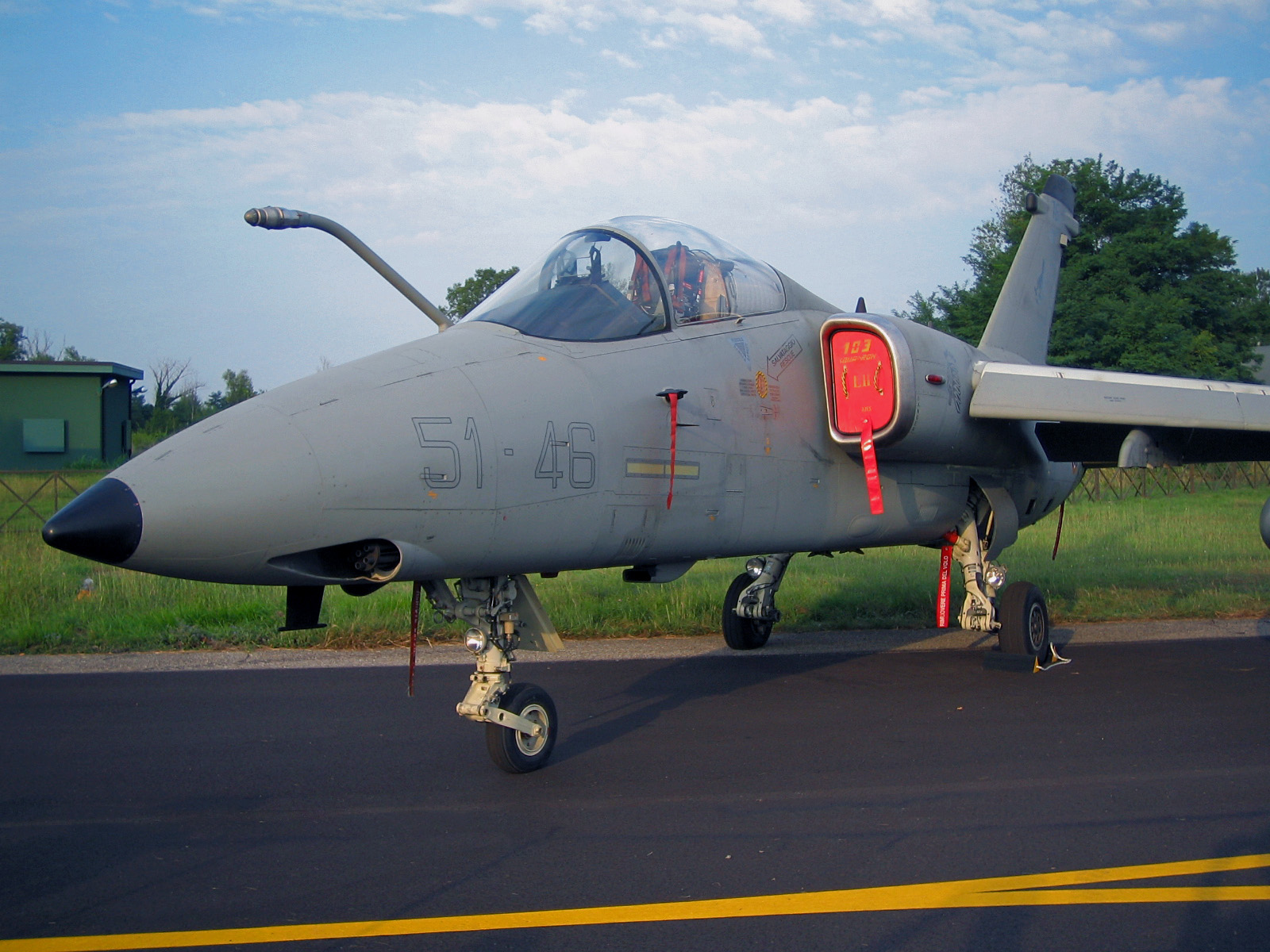
Alenia Aermacchi Embraer AMX

Vào năm 1977, Không quân Ý đưa ra một yêu cầu về một máy bay tiêm kích tấn công nhằm thay thế Aeritalia G.91 và một số chiếc F-104 Starfighter. Để đáp ứng hợp đồng này, Aeritalia (hiện nay là Alenia Aeronautica) và Aermacchi đã đồng ý đưa ra một mẫu máy bay chung, do cả hai hãng đang tính đến việc phát triển một lớp máy bay tương tự cho vài năm tới. Công việc phát triển bắt đầu vào tháng 4 năm 1978.
Trong tháng 3 năm 1981, chính phủ Ý và Brasil đã đồng ý thỏa thuận về sử dụng chung loại máy bay mới này, và Embraer được mời tham gia vào mối quan hệ hợp tác này vào tháng 7.
Nguyên mẫu đầu tiên bay vào ngày 15 tháng 5 năm 1984. Mặc dù nó đã bị tai nạn ngay chuến bay đầu tiên của mình (tai nạn này đã giết chết phi công), và chương trình thử nghiệm tiến triển theo một cách khác. Công việc sản xuất hàng loạt bắt đầu vào giữa năm 1986, những chiếc đầu tiên được chuyển giao cho không quân Italy và Brasil vào năm 1989. Từ đó, có trên 200 chiếc AMX đã được chế tạo.
Các phi đội AMX của Italy đã thực hiện 252 trận chiến ở Kosovo trong chiến dịch NATO không kích Nam Tư năm 1999, không có chiếc nào bị mất.

### Lịch sử chiến đấu
Máy bay AMX của Italy được sử dụng vào năm 1999 trong Chiến tranh Kosovo. Thay vì sử dụng bom được điều khiển hay bom điều khiển bằng laser, Không quân Ý đã sử dụng Mk 82 được phù hợp với các thiết bị điều khiển Opher của Israel, chúng có hiệu quả chuyển đổi bom "câm" thành một quả bom điều khiển bằng tia hồng ngoại.

## Các phiên bản

### AMX-T
Vào năm 1986, sự phát triển một phiên bản huấn luyện cao cấp hai chỗ đã được tiến hành. Đây là mẫu máy bay được dự định huấn luyện những phi công mới có được những kinh nghiệm thao tác trên máy bay phản lực, trong khi vẫn giữ nguyên khả năng tấn công của máy bay ban đầu. AMX-T bay lần đầu tiên vào năm 1990 và được trang bị cho cả không quân Italy và Brasil.

### AMX-ATA
AMX Advanced Trainer Attack (AMX-ATA) là một mẫu AMX mới hai chỗ, có chức năng của một máy bay tiêm kích tấn công đa nhiệm vụ, được phát triển cho vai trò chiến đấu và huấn luyện cao cấp. AMX-ATA được kết hợp các cảm biến mới, một hệ thống hồng ngoại hiện đại, màn hình hiển thị trên mũ, và một radar đa kênh mới cho khả năng sử dụng không đối không, không đối đất và không đối hải. Hệ thống vũ khí mới bao gồm tên lửa chống tàu và tên lửa tầm trung. Không quân Venezuela đã đặt mua 8 chiếc AMX-ATA vào năm 1999 cho vai trò huấn luyện cao cấp và tấn công.

## Các quốc gia sử dụng
- Brasil: Không quân Brasil

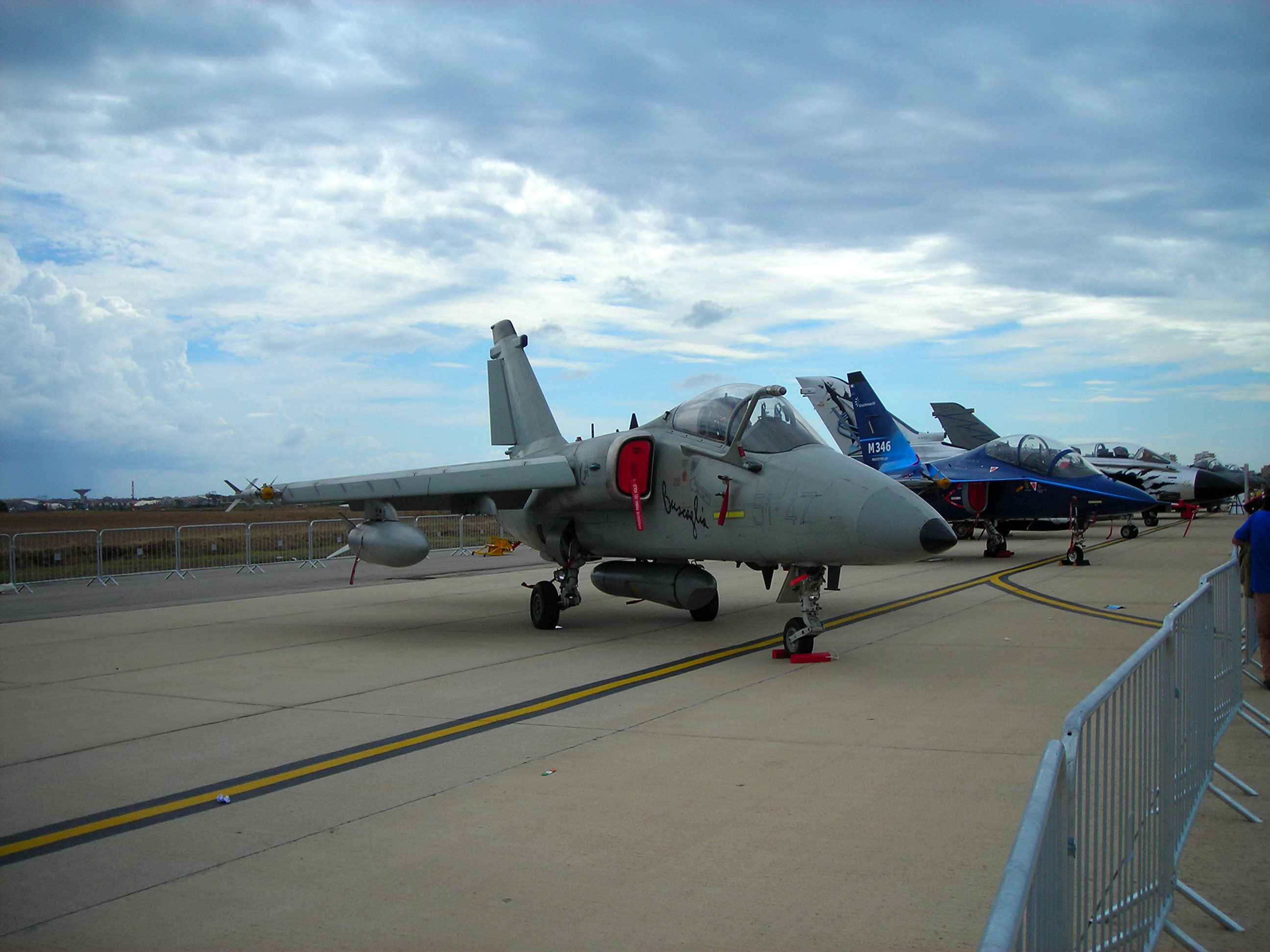
AMX không quân Ý

  - 1 Esquadrão/16 Grupo de Aviação Esquadrão Adelphi
  - 1 Esquadrão/10 Grupo de Aviação
  - 3 Esquadrão/10 Grupo de aviação
- Ý: Không quân Ý
  - 13 Gruppo/32 Stormo
  - 14 Gruppo/2 Stormo (đã giải thể)
  - 28 Gruppo/3 Stormo (đã giải thể)
  - 101 Gruppo/32 Stormo
  - 103 Gruppo/51 Stormo
  - 132 Gruppo/51 Stormo

## Thông số kỹ thuật (AMX)
Dữ liệu từ Aeronaves

### Đặc điểm riêng
- Phi đoàn: 1
- Chiều dài: 13,23 m (43 ft 5 in)
- Sải cánh: 8,87 m (29 ft 1 in)
- Chiều cao: 4,55 m (14 ft 11 in)
- Diện tích cánh: 21 m² (226 ft²)
- Trọng lượng rỗng: 6.730 kg (14.840 lb)
- Trọng lượng cất cánh: 10.750 kg (23.700 lb)
- Trọng lượng cất cánh tối đa: 13.000 kg (28.700 lb)
- Động cơ: 1× Rolls-Royce Spey 807, 49 kN (11.000 lbf)

### Hiệu suất bay
- Vận tốc cực đại: 1.160 km/h (626 knots, 721 mph)
- Tầm bay: 3.330 km (1.800 nm, 2.070 mi)
- Trần bay: 13.000 m (43.000 ft)
- Vận tốc lên cao: 52 m/s (10.000 ft/min)
- Lực nâng của cánh: 512 kg/m² (105 lb/ft²)
- Lực đẩy/trọng lượng: 0,47

### Vũ khí
- Súng:
  - 1× pháo M61 Vulcan 20 mm (với máy bay của Italy)
  - 2× pháo tự động 30 mm (1.18 in) DEFA 544 (với máy bay của Brasil)
- Tên lửa: 2× AIM-9 Sidewinder hoặc MAA-1 Piranha
- Bom: 3.800 kg (8.380 lb) với 5 giá treo ngoài, bao gồm bom thường, bom điều khiển bằng laser, và rocket.

## Nội dung liên quan

### Máy bay có cùng sự phát triển
- Aermacchi MB-340

### Máy bay có tính năng tương đương
- CASA C-101
- BAE Hawk